# Mrowina

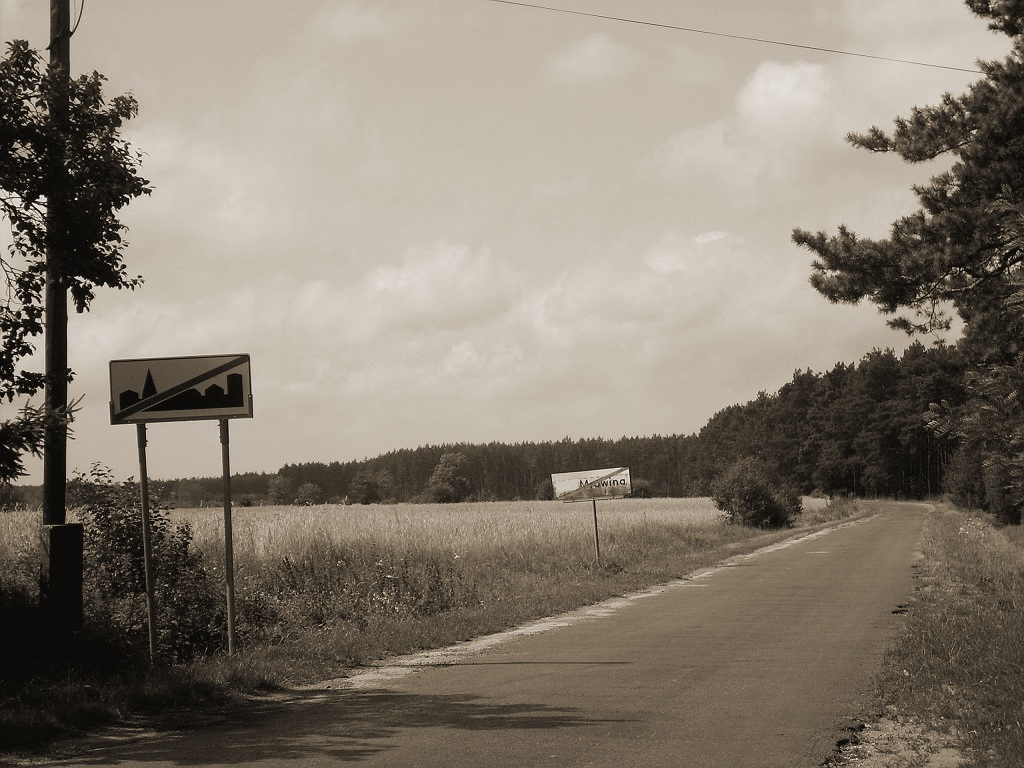

Mrowina – wieś sołecka w Polsce położona w województwie świętokrzyskim, w powiecie włoszczowskim, w gminie Kluczewsko.
| SIMC    | Nazwa     | Rodzaj |
| ------- | --------- | ------ |
| 0542095 | Gęsiarnia | osada  |

W latach 1975–1998 miejscowość administracyjnie należała do województwa piotrkowskiego.
Mrowina jest punktem początkowym  niebieskiego szlaku turystycznego i  czarnego szlaku turystycznego prowadzących do Białego Brzegu.
Wierni Kościoła rzymskokatolickiego należą do parafii św. Jakuba w Stanowiskach.